# エロイ (バンド)
エロイ（Eloy）は、ドイツのプログレッシブ・ロック・バンドであり、その音楽スタイルにはシンフォニック・ロックとスペース・ロックが含まれ、後者の傾向は初期のアルバムでより一般的である。彼らの国籍と活動時期にもかかわらず、バンドは一般的にクラウトロックとは見なされていない。これはピンク・フロイド、キング・クリムゾン、イエス、キャメルなどの英国のプログレッシブ・ロックやシンフォニック・ロックのグループとの共通点が多いためである。

## 略歴
ギタリストのフランク・ボーネマンによって1969年に結成されたこのバンドは、グループ唯一の一貫したメンバーであるボーネマンとともに、いくつかのラインナップの変更に耐えてきた。1980年代、グループで一連の大規模な分裂があった後、ボーネマンはより商業的な方向性を追求した。ドイツで多くの支持者を集めているにもかかわらず、バンドがアメリカで人気を獲得することはなかった。しかし、後年、バンドの元メンバーが再び参加し、1998年にアルバム『Ocean 2』をリリースした。これは、バンドがよく知られているクラシックなシンフォニック・プログレッシブ・ロックのジャンルに戻ったといってよい。
エロイという名前は、H.G.ウェルズの著書『タイム・マシン』の未来人（「Eloi」と綴られている）に基づいている。ボーネマンは以下のようにバンド名の由来を説明している。「ウェルズは約80万年後の人類の状況を本の中で説明しており、『エロイ』は彼の物語に出てくる人類です。ウェルズのエロイの物語は、タイムトラベラーの助けを借りて新たなスタートを切りました。ある意味では、それは人類にとって新たな始まりでした。1960年代後半のドイツのロック・バンドは、自分の曲を演奏するのではなく、主に他のバンドのカバーを演奏していました。ドイツのバンドのレコード取引はごくまれという状況であり、ドイツのバンドは一般的に彼らの国で二流のバンドであると見なされていましたが、当時はドイツのバンドが自分たちの作曲のみを発表することは大きな努力だったんです。それは未知なる未来への始まりであり、この観点からは、ウェルズの物語の人類に匹敵します。だから私はバンドを『エロイ』と名付けるアイデアを得たのです」。
ボーネマンは2009年に40周年を迎えたエロイを再結成した。11年の活動休止の後、バンドは初期の精神を取り戻すことを目指して『Visionary』と呼ばれる新しいアルバムをリリースした。2枚組のDVD『The Legacy Box』は、バンドの全活動期間に及ぶ多数のビデオとテレビ録画、そしてバンド史のドキュメンタリーを収録して、2010年12月にリリースされた。。
バンドは、2011年7月にドイツとスイスのフェスティバルにて、1994年-1995年のツアーとほぼ同じメンバーで演奏した。バンドは2012年6月に初の北米コンサートとなるノースイースト・アート・ロック・フェスティバルのヘッドライナーとしてブッキングされたが、ボーネマンが3月に交通事故で負傷したためキャンセルしなければならなかった。

## メンバー
現在のメンバー
- フランク・ボーネマン (Frank Bornemann) – ギター (1969年–1984年、1988年– )、リード・ボーカル (1972年–1984年、1988年– )
- Klaus-Peter Matziol – ベース (1976年–1984年、1988年– )
- Hannes Folberth – キーボード (1979年–1984年、1992年– )
- マイケル・ゲルラッハ (Michael Gerlach) – キーボード (1988年– )
- Stephan Emig – ドラム (2018年– )

旧メンバー
- Erich Schriever – リード・ボーカル、キーボード (1969年–1972年)
- Helmuth Draht – ドラム (1969年–1972年) ※2003年死去[6]
- Wolfgang Stöcker – ベース (1969年–1973年)
- Manfred Wieczorke – ギター、バック・ボーカル (1969年–1972年、1973年–1974年)、キーボード (1973年–1975年)
- Fritz Randow – ドラム (1972年–1975年、1981年–1984年)
- Luitjen Jansen – ベース (1974年–1975年) ※2008年死去[7]
- Detlef "Pitter" Schwaar – ギター (1975年)
- Detlev Schmidtchen – キーボード (1976年–1979年)
- Jürgen Rosenthal – ドラム (1976年–1979年)
- Jim McGillivray – ドラム (1979年–1981年)
- Hannes Arkona – ギター (1979年–1984年)、キーボード (1981年–1984年)
- Bodo Schopf – ドラム (1998年–2016年)
- Kristof Hinz – ドラム (2016年–2018年)

## ディスコグラフィ

### スタジオ・アルバム
- 『エロイ』 - Eloy (1971年)
- Inside (1973年)
- 『流動』 - Floating (1974年)
- Power and the Passion (1975年)
- Dawn (1976年)
- Ocean (1977年)
- Silent Cries and Mighty Echoes (1979年)
- Colours (1980年)
- Planets (1981年)
- Time to Turn (1982年)
- Performance (1983年)
- Metromania (1984年)
- Code Name: Wild Geese (1984年) ※サウンドトラック
- 『輪廻』 - Ra (1988年)
- 『デスティネイション』 - Destination (1992年)
- 『タイズ・リターン・フォエヴァー』 - The Tides Return Forever (1994年)
- Ocean 2: The Answer (1998年)
- Visionary (2009年)
- The Vision, the Sword and the Pyre – Part I (2017年)
- The Vision, the Sword and the Pyre – Part II (2019年)[8]
- Echoes from the Past (2023年)

### ライブ・アルバム
- Live (1978年)
- Live Impressions (2013年) ※DVD
- Reincarnation on Stage (2014年) ※CD & DVD

### コンピレーション / リミックス・アルバム / ボックス・セット
- Rarities (1991年)
- 『クロニクルズI』 - Chronicles I (1993年)
- 『クロニクルズII』 - Chronicles II (1994年)
- The Best of Eloy Vol.I - The Early Days 1972-1975 (1994年)
- The Best of Eloy Vol.II - The Prime 1976-1979 (1996年)
- Timeless Passages (2003年)
- The Legacy Box (2010年)
- The Classic Years Trilogy (2019年)